# Azur
Azur — первый искусственный спутник Земли, разработанный в Германии. Спутник был запущен 8 ноября 1969 года с базы Ванденберг в США с помощью ракеты-носителя Скаут.

## Цели
Основное направление исследований миссии — изучение радиационного пояса Земли. В частности получение спектра протонов и электронов по энергии, регистрация протонов Солнечного ветра, измерения потоков электронов с энергией более 40 кэВ вдоль и перпендикулярно силовым линиям магнитного поля Земли.

## Полёт
Аппарат вышел на почти эллиптическую орбиту близкую к полярной с перигеем 383 км, апогеем 2145 км и наклоном в 103°
Управление спутником было принято 15 ноября 1969 года в недавно построенном немецком Центре космического контроля в Оберпфаффенхофене. Плановый срок службы спутника — 1 год.
8 декабря 1969 года бортовой магнитофон вышел из строя. Данные с борта могли получатся только во время пролёта над приёмными станциями. Все эксперименты работали нормально до тех пор, пока телеметрическая система космического корабля не вышла из строя 28 июня 1970 года.
Из-за воздействия атмосферы к октябрю 2018 года перигей орбиты уменьшился до 356 км из-за остаточного атмосферного сопротивления и апогея до 1257 км.

## Оборудование
На борту, несмотря на небольшую массу, имелось 7 экспериментов
Три фотометра регистрировали полярные сияния. Два, направленных к Земле работали на длинах волн 391,4 нм и 297,3 нм (молекулярный азот и атомарный кислород) и третий, отвёрнутый в противоположную сторону, работал на длине волны 391,4 нм и снимал фоновый шум для калибровки.
Двухкомпонентный флуоресцентный магнитометр с двумя одинаковыми электрически независимыми измерительными блоками использовался в качестве датчика положения, а также в качестве измерительного прибора по обнаружению поперечных гидромагнитных волн. Он был ориентирован перпендикулярно магнитному полю. Для устранения вероятности возможной регистрации магнитных полей со спутника магнитометр был установлен на стрелу длиной около 80 см.
Два всенаправленных счётчика Гейгера использовались для обнаружения протонов с энергиями E> 0,7 МэВ и E> 3,2 МэВ.
В следующем эксперименте четыре счётчика Гейгера-Мюллера, распределённые по четырём сторонам аппарата, регистрировали электроны с энергией E> 40 кэВ и протоны с энергией E> 0,7 МэВ.
Протонный телескоп с 6 каналами изучал захваченные протоны солнечного ветра.
Ещё два телескопа с 7 каналами регистрирующие протоны и альфа-частицы с E>20 MeV были расположены один перпендикулярно, а второй под углом 45° к вектору магнитного поля.
Два протонно-электронных детектора с полем зрения 180° вместе с предыдущим экспериментом измеряли параметры захваченных частиц солнечного ветра протонов с E> 20 МэВ и электронов с E> 1,5 МэВ.